# Марко Амелија
Марко Амелија (итал. Marco Amelia; Фраскати, 2. април 1982) бивши је италијански фудбалер који је играо на позицији голмана.
Највећи део своје каријере провео је играјући за Ливорно за који је наступао укупно на 181 утакмици, а био је приметан и у Палерму, Ђенови и Милану.

## Клупска каријера
Каријеру је почео у омладинском тиму Роме и то на позицији нападача пре него што је постао голман. У Ливорно је отишао прво на позајмицу, да би га исти клуб у сезони 2002/03. откупио за 2,3 милиона евра. Био је на две позајмице Лечеу и Парми, а када се вратим постао је стандардни првотимац У Ливорну. Играо је и у Европи, а успео је чак и да постигне погодак и то у Купу УЕФА 2006/07. против Партизана.
У јулу 2008, након што је Ливорно испао у Серију Б, Амелија је потписао уговор са Палермом, где је остао упамћен по одбрањеном пеналу Роналдињу у победи против Милана. За Парму и Ђенову је одиграо по 35 утакмица у свим такмичењима, а за Милан укупно 41.
У остатку каријере одиграо је свега 10 лигашких мечева у 5 клубова, од којих је један био и Челси.

## Репрезентативна каријера
За репрезентацију Италије наступао је девет пута и у њеном саставу био на Олимпијским играма 2004, Светском првенству 2006, Европском првенству 2008, и Купу конфедерација 2009.

## Статистика каријере

### Клупска
Ажурирано 14. маја 2014.
| Клуб              | Сезона          | Лига            | Лига     | Лига   | Куп      | Куп    | Конт.    | Конт.  | Остало   | Остало | Укупно   | Укупно |
| Клуб              | Сезона          | Дивизија        | Утакмица | Голова | Утакмица | Голова | Утакмица | Голова | Утакмица | Голова | Утакмица | Голова |
| ----------------- | --------------- | --------------- | -------- | ------ | -------- | ------ | -------- | ------ | -------- | ------ | -------- | ------ |
| Рома              | 1999/00.        | Серија А        | 0        | 0      | 0        | 0      | 0        | 0      | —        | —      | 0        | 0      |
| Рома              | 2000/01.        | Серија А        | 0        | 0      | 0        | 0      | 0        | 0      | —        | —      | 0        | 0      |
| Рома              | Укупно          | Укупно          | 0        | 0      | 0        | 0      | 0        | 0      | —        | —      | 0        | 0      |
| Ливорно           | 2001/02.        | Серија Ц1       | 1        | 0      | 0        | 0      | —        | —      | —        | —      | 1        | 0      |
| Ливорно           | 2002/03.        | Серија Б        | 35       | 0      | 2        | 0      | —        | —      | —        | —      | 37       | 0      |
| Ливорно           | 2004/05.        | Серија А        | 31       | 0      | 2        | 0      | —        | —      | —        | —      | 33       | 0      |
| Ливорно           | 2005/06.        | Серија А        | 36       | 0      | 3        | 0      | —        | —      | —        | —      | 39       | 0      |
| Ливорно           | 2006/07.        | Серија А        | 30       | 0      | 0        | 0      | 8        | 1      | —        | —      | 38       | 1      |
| Ливорно           | 2007/08.        | Серија А        | 33       | 0      | 0        | 0      | —        | —      | —        | —      | 33       | 0      |
| Ливорно           | Укупно          | Укупно          | 166      | 0      | 7        | 0      | 8        | 1      | —        | —      | 181      | 1      |
| Лече (позајмица)  | 2003/04.        | Серија А        | 13       | 0      | 1        | 0      | —        | —      | —        | —      | 14       | 0      |
| Лече (позајмица)  | Укупно          | Укупно          | 13       | 0      | 1        | 0      | —        | —      | —        | —      | 14       | 0      |
| Парма (позајмица) | 2003/04         | Серија А        | 0        | 0      | 1        | 0      | 1        | 0      | —        | —      | 2        | 0      |
| Парма (позајмица) | Укупно          | Укупно          | 0        | 0      | 1        | 0      | 1        | 0      | —        | —      | 2        | 0      |
| Палермо           | 2008/09.        | Серија А        | 34       | 0      | 1        | 0      | —        | —      | —        | —      | 35       | 0      |
| Палермо           | Укупно          | Укупно          | 34       | 0      | 1        | 0      | —        | —      | —        | —      | 35       | 0      |
| Ђенова            | 2009/10.        | Серија А        | 30       | 0      | 0        | 0      | 5        | 0      | —        | —      | 35       | 0      |
| Ђенова            | Укупно          | Укупно          | 30       | 0      | 0        | 0      | 5        | 0      | —        | —      | 35       | 0      |
| Милан             | 2010/11.        | Серија А        | 4        | 0      | 1        | 0      | 3        | 0      | —        | —      | 8        | 0      |
| Милан             | 2011/12.        | Серија А        | 9        | 0      | 4        | 0      | 1        | 0      | 0        | 0      | 14       | 0      |
| Милан             | 2012/13.        | Серија А        | 11       | 0      | 1        | 0      | 1        | 0      | —        | —      | 13       | 0      |
| Милан             | 2013/14.        | Серија А        | 5        | 0      | 0        | 0      | 1        | 0      | —        | —      | 6        | 0      |
| Милан             | Укупно          | Укупно          | 29       | 0      | 6        | 0      | 6        | 0      | 0        | 0      | 41       | 0      |
| Укупно каријера   | Укупно каријера | Укупно каријера | 272      | 0      | 16       | 0      | 20       | 1      | 0        | 0      | 308      | 1      |

### Репрезентативна
| Италија | Италија  | Италија |
| Година  | Утакмица | Голова  |
| ------- | -------- | ------- |
| 2005    | 1        | 0       |
| 2006    | 2        | 0       |
| 2007    | 2        | 0       |
| 2008    | 3        | 0       |
| 2009    | 1        | 0       |
| Укупно  | 9        | 0       |